# قانون ملی‌شدن صنعت نفت
قانون ملی‌شدن صنعت نفت در واقع پیشنهادی بود که به امضای همه اعضای کمیسیون مخصوص نفت در مجلس شورای ملی ایران در ۱۷ اسفند ۱۳۲۹ به مجلس ارائه شد و در ۲۴ اسفند ۱۳۲۹ در مجلس شورای ملی تصویب گردید.
متن پیشنهاد تصویب شده:
به‌نام سعادت ملت ایران و به‌منظور کمک به تأمین صلح جهانی، امضاکنندگان ذیل پیشنهاد می‌نماییم که صنعت نفت ایران در تمام مناطق کشور بدون استثناء ملی اعلام شود یعنی تمام عملیات اکتشاف، استخراج و بهره‌برداری در دست دولت قرارگیرد.
مجلس سنا نیز این پیشنهاد را در ۲۹ اسفند ۱۳۲۹ تصویب کرد و پیشنهاد قانونی شد.

## پیشینه
در سالهای ۱۳۲۶ و ۱۳۲۷ مذاکراتی بین نویل گس، از مقامات شرکت نفت ایران و انگلیس، و عباسقلی گلشائیان، وزیر دارائی دولت ساعد انجام شد و حاصل آن قراردادی بود که به قرارداد الحاقی گس-گلشائیان معروف شد. طبق این قرارداد، حق امتیاز ایران از نفت جنوب افزایش می‌یافت ولی در عین حال قرارداد اصلی یعنی قرارداد ۱۹۳۳ تغییری نمی‌کرد بلکه برپایه قانونی استواری قرار می‌گرفت.
دکتر مصدق اگرچه در دوره پانزدهم در مجلس حضور نداشت ولی به‌کمک نمایندگانی از جبهه ملی مثل حسین مکی، مظفر بقائی و سید ابوالحسن حائری‌زاده توانست از تصویب آن جلوگیری کند و عمر مجلس پانزدهم به‌پایان رسید. شاه در این دوره به مقامات بریتانیا اطمینان می‌داد که اگر با اصلاحات او و افزایش اختیاراتش موافقت کنند قرارداد الحاقی نیز به تصویب خواهد رسید. او بر اعمال نفوذ دربار و ارتش برای جلوگیری از انتخاب نمایندگان مخالف قرارداد در مجلس شانزدهم حساب می‌کرد.
با شروع انتخابات و روشن شدن اعمال نفوذهای وسیع در جریان آن، دکتر مصدق با عده‌ای از هم‌فکرانش در اعتراض به وضع انتخابات در دربار متحصن شدند. شاه با اکراه آنان را در کاخ پذیرفت ولی اعتراض آنان به انتخابات را قبول نکرد. دکتر مصدق و همراهانش در این تحصن جبهه ملی ایران را پایه گذاشتند که در سال‌های بعد نقش مؤثری در صحنه سیاسی ایران داشت. دکتر مصدق و چند تن دیگر از جبهه ملی در انتخابات مجلس شانزدهم (پس از ابطال صندوق‌های تهران و رأی‌گیری مجدد) به مجلس راه یافتند.
در همین دوره عبدالحسین هژیر که پس از نخست‌وزیری مدتی عملاً و بعد رسماً وزیر دربار بود به دست فدائیان اسلام کشته شد و این ضربه‌ای به دربار و شاه بود. مجلس شانزدهم پس از انعقاد به ساعد (که شاه دوباره بدون رای تمایل مجلس او را منصوب کرده بود) رای اعتماد نداد و دوران نخست‌وزیری او به‌پایان رسید، بدون این‌که بتواند قرارداد الحاقی را که دربار و دولت بریتانیا به تصویب آن نظر داشتند به تصویب برساند.
پس از ساعد، علی منصور با حمایت روشن سفارت و شخص سفیر بریتانیا یعنی لوروژتل، نخست‌وزیر شد. بریتانیایی‌ها او را قادر به قبولاندن قرارداد الحاقی به مجلس می‌دانستند. منصور نیز بدون رای تمایل به نخست‌وزیری رسید و شاه به این ترتیب می‌خواست بر اختیارات خود تأکید کند.
در ۴ خرداد ۱۳۲۹ دکتر مصدق در نطقی مجلس مؤسسان را غیرقانونی خواند و به شاه نصیحت کرد که از اقدامات خلاف قانون اساسی مشروطه دوری کند. وی همچنین از دخالت‌های دربار و اشرف پهلوی و رئیس ستاد ارتش در امور سیاسی کشور انتقاد کرد. او همچنین طرحی را برای تصویب پیشنهاد کرد که تصمیمات مجلس مؤسسان بی‌اعتبار شوند ولی این طرح تصویب نشد. احمد قوام نیز با انتشار نامه سرگشاده‌ای به‌شدت از شاه و تمایل او به کسب اختیارات بیشتر انتقاد کرد. حکیمی که اینک وزیر دربار بود نامه تندی در پاسخ به قوام فرستاد. در واقع دخالت‌های شاه و دربار در امور سیاسی ایران و نیز فساد دربار (اعم از مالی و غیره) در جامعه آنان را منفور ساخته بود و برخی سیاست‌مداران از این موضوع برای کسب وجهه استفاده می‌کردند. شاه به‌ویژه در این دوره از جبهه ملی بیمناک بود و براساس اسناد وزارت خارجه انگلستان بارها به شپرد سفیر جدید بریتانیا از جبهه بدگویی می‌کرد. در یک مورد گفته بود که او جبهه ملی را از حزب توده خطرناک‌تر می‌داند.
منصور برای جلب نمایندگان به خواسته‌های جبهه ملی با نظر مساعد برخورد می‌کرد. همچنین او آیت‌الله کاشانی را که پس از ترور شاه به لبنان تبعید شده بود به ایران دعوت کرد. بالاخره منصور قرارداد الحاقی را به مجلس تقدیم کرد ولی نظری در موافقت با آن ابراز نکرد و خواست که مجلس قرارداد را بررسی کند. بریتانیا که تردید منصور در دفاع از قرارداد را دید با نظر مثبت به نخست‌وزیری سرلشکر رزم‌آرا تمایل نشان داد. منصور در ۵ تیر ۱۳۲۹، به شرط اعزام به رم در سمت سفیر ایران در ایتالیا، استعفا کرد.
رزم‌آرا که در ارتش به‌خاطر سخت‌کوشی و مدیریت خود صاحب نامی بود وارد سیاست شده بود و با ایجاد پیوند با محافل سیاسی به ویژه اشرف پهلوی امیدوار به نخست‌وزیری بود. شاه و بریتانیا نیز می‌خواستند که فرد مؤثری که از اقدامات مختلف نترسد نخست‌وزیر شود و کار قرارداد الحاقی را تمام کند.
بار دیگر شاه بدون رای تمایل مجلس نخست‌وزیر جدید، یعنی رزم‌آرا را منصوب کرد. دکتر مصدق و جبهه ملی به‌شدت با او مخالفت کردند ولی او توانست رای اعتماد از مجلس را به دست آورد. رزم‌آرا زیر فشار بریتانیا از مجلس خواستار تصویب قرارداد الحاقی شد ولی مخالفت مصدق و جبهه ملی به جای این کار منجر به مطرح شدن پیشنهاد ملی شدن نفت در سراسر ایران شد. موضوع منحل کردن مجلس به دست شاه برای بازکردن دست رزم‌آرا نیز در میان طرفداران بریتانیا مطرح بود ولی شاه که دیگر از قدرت گرفتن رزم‌آرا و احتمال سرنگونی خود به دست او بیمناک شده بود به مخالفان او پیوست. رزم‌آرا که از تصویب قرارداد الحاقی مأیوس شده بود بدون این‌که اعلام کند می‌خواست با پشتیبانی ظاهری از اندیشه ملی شدن نفت قرارداد جدیدی را پیشنهاد کند که عملاً حق امتیاز ایران را به ۵۰ درصد می‌رساند؛ ولی مقامات شرکت نفت ایران و انگلیس به شدت با این فکر مخالفت کردند. رزم‌آرا در ۱۳ اسفند ۱۳۲۹ ظاهراً به دست یکی از اعضای فدائیان اسلام کشته شد.
پس از کشته شدن رزم‌آرا، شاه باز هم بدون کسب رأی تمایل مجلس، حسین علا را به نخست‌وزیری برگزید. علا پس از چند روز ناگهان استعفا کرد و شاه آماده بود تا سید ضیاءالدین طباطبائی را به نخست‌وزیری برگمارد. گفته می‌شد که شاه با انحلال مجلس و سید ضیاء با دستگیری مخالفان جلوی روند ملی شدن نفت را خواهند گرفت. در جلسه‌ای در مجلس شورای‌ملی، جمال امامی به مصدق پیشنهاد نخست‌وزیری کرد، با این فکر که او قبول نخواهد کرد و سپس سید ضیاء نخست‌وزیر خواهد شد. در واقع سید ضیاء هم‌زمان با این جلسه نزد شاه بود و منتظر بود تا با رأی تمایل مجلس نخست‌وزیر شود؛ ولی دکتر مصدق نخست‌وزیری را قبول کرد و نقشه‌های شاه و انگلیسی‌ها و سید ضیاء و دیگران عملی نشد.
قدرت شاه در دوره نخست‌وزیری مصدق روزبه‌روز کمتر می‌شد و تمام کوشش‌های او و دربار با اقدامات متقابل مصدق خنثی می‌شد. به خاطر محبوبیت مصدق و امر ملی شدن نفت، شاه نیز در ظاهر از او پشتیبانی می‌کرد ولی عملاً در برکناری او می‌کوشید. در رویداد ۳۰ تیر ۱۳۳۱ ارتش به طرفداران مصدق و کمونیستها تیراندازی کرد و عده‌ای کشته شدند.
پس از به نخست‌وزیری رسیدن مصدق در اردیبهشت ۱۳۳۰ و اصلاح جزئی در گزارش ۹ ماده‌ای کمیسیون نفت، اجرای قانون ملی شدن صنعت نفت در سرلوحه برنامه دولت قرار گرفت.